# Барзанд
Барзанд (Берзенд, перс. قلعه برزند‎) — село в северо-восточном Иране, в Южном Азербайджане, на берегу реки Барзандчай, которая в нижнем течении называется Болгарчай, севернее Ардабиля, в сельском округе (дехестане) Нижний Барзанд в районе (бахше) Унгют в шахрестане Герми в провинции (остане) Ардебиль.

## История
В период арабского завоевания небольшое разрушенное село. В 30-х годах IX века было заново построено и укреплено Афшином Хайдаром ибн Кавусом. По словам Аббас-Кули-ага Бакиханова город Барзанд был построен на месте руин древнего неизвестного города. Согласно Якуту аль-Хамави Афшан превратил его в свой лагерь после того, как он долгое время был незначительным селом. В 835 году халиф аль-Мутасим (833—842) назначил его наместником в Азербайджане и поручил ему подавление восстания хуррамитов под руководством Бабека. Барзанд был превращён в командный пункт арабов по борьбе с хуррамитами ввиду своего стратегического положения — город находился в 14 (15) фарсахах или 2 переходах севернее Ардабиля, в одном переходе от Барды, на перепутье четырех дорог: в Базз, Ардабиль, Мугань и Варсан (Алтан). Афшин восстановил крепости между Барзандом и Ардабилем. На пути между Ардабиль — Барда происходили основные военные действия между арабскими армиями Афшина и войсками Бабека. Афшин начал наступление от Барзанда до города Бабека Базз, до которого было 7 фарсахов (около 50 километров). Весной 837 года Афшин выступил к реке Калан-руд (по-арабски Большая река, вероятно, Кырхсу — Пейванчай), протекавшей мимо Базза. 15 сентября 837 года пленённый Бабек в сопровождении Абу-с-Саджа Дивдада был доставлен к Афшину в Барзанд. 4 января 838 года Афшин прибыл в столицу Самарру с Бабеком и его братом.
По свидетельству Хамдаллаха Казвини в XIV веке город был в руинах и представлял собой ординарное село с жарким климатом. Воду получали с гор. Земля была плодородной и давала хороший урожай зерновых.